# 6358 Черток
6358 Черток (6358 Chertok) — астероїд головного поясу, відкритий 13 січня 1977 року Миколою Черних. Названий на честь Бориса Чертока, радянського ракетного інженера.
Тіссеранів параметр щодо Юпітера — 3,363.

## Виноски
1. ↑  (unspecified title) — doi:10.1007/978-3-540-29925-7_5818
2. ↑  База даних малих космічних тіл JPL: 6358 Черток (англ.) . Процитовано 2014.05.16. Останнє спостереження 2013.12.26.